# Сабор на Панаџур
Сабор на Панаџур је традиционална манифестација народног стваралаштва која се од 1996. године одржава на Велику Госпојину 28. августа, у селу Јаловик Извор, у самом подножју Старе планине.
Фестивал је посвећен изворној песми и игри, где певачи, хармоникаши, фрулаши, трубачи показују свој таленат и умеће. Бира се и лепотица Сабора, а на крају се развије традиционално коло од 1000 играча. Сабор је прилика да се чују звуци заборављене традиционалне музике, али и да се ужива у лепоти нетакнуте природе и чистом ваздуху. Сабор већ годинама окупља велики број љубитеља старих, изворних нота и заборављеног мелоса. Манифестација промовише аматере у области изворног музичког стваралаштва, а најбољи добијају признања која носе имена славних радио-извођача народне музике. 
Идејни творац манифестације „Сабор на Панаџур” је народни уметник Жика Раденковић, генерални покровитељ општина Kњажевац, а организатор фестивала је Туристичка организација општине Књажевац.